# San José Iturbide (kommun)
San José Iturbide är en kommun i Mexiko.   Den ligger i delstaten Guanajuato, i den centrala delen av landet, 220 km nordväst om huvudstaden Mexico City.
Följande samhällen finns i San José Iturbide:
- San José Iturbide
- Prados del Rosario
- Medina
- Las Adjuntas
- La Ciénega
- La Cantera
- El Zapote
- El Cerrito del Arenal
- Ranchito Nuevo de Buenavistilla
- Españita
- La Reforma
- El Pinito
- Pozo Blanco del Capulín
- Rancho Largo
- Los Encinos
- Los Terreros
- El Patolito
- El Mastranto
- Guadalupe
- El Zorrillo
- La Palmita
- El Jaralillo
- La Fragua
- Tepozanes
- La Canela
- Fátima
- Rancho Nuevo
- El Carmen
- La Nueva Trinidad
- Las Pomas
- Atonguito
- El Mosqueado
- El Magueyal
- La Soledad
- Jesús María de Abajo
- El Chupadero
- Las Tinajas del Arenal
- Las Medias
- Casa Digna
- La Colmena
- El Colorado
- La Torna
- San Antonio de la Ascensión
- El Saucito
- San Antonio del Llano